# CCXP

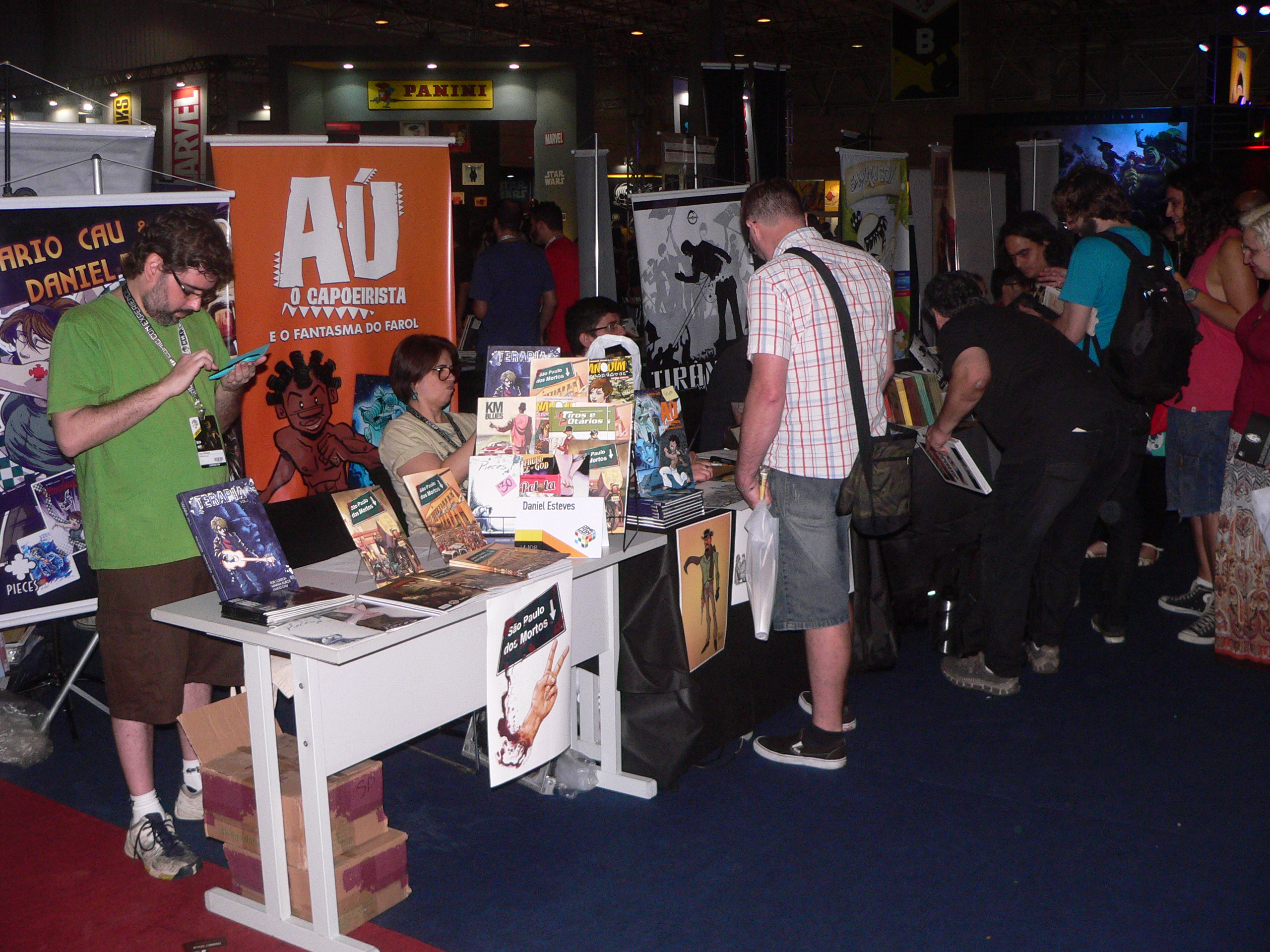
Dessinateurs et fans à la Comic Con Experience en 2014

CCXP (initialement appelé Comic Con Experience) est un festival de divertissement et de bande dessinée brésilienne basé sur le Comic-Con de San Diego avec des attractions et des contenus sur les bandes dessinées, séries télévisées, films, jeux vidéo, littérature et Internet. La première édition s'est tenue en décembre 2014 à São Paulo et a été organisée par le site web Omelete. Il a été visité par un public estimé à 100 mille et avait 80 entreprises impliquées. Parmi les artistes invités figuraient Jason Momoa, de Game of Thrones et Sean Astin, de la trilogie du film The Goonies et Le Seigneur des Anneaux,,.

## CCXP Awards
Lors de l'édition 2021 de l'événement, les organisateurs ont annoncé la création des CCXP Awards, un prix axé sur la pop culture. Le format de la première édition des prix a été annoncé en mars 2022, avec un total de 32 prix, répartis en six catégories avec plusieurs sous-catégories,.